# Вулиця Симона Петлюри (Рівне)
Вулиця Симона Петлюри - одна з вулиць у центральній частині міста Рівне. Названа на честь Головного отамана Армії УНР, Голови Директорії УНР Симона Петлюри, який бував у місті в часи Перших визвольних змагань та виступав на мітингах перед громадою саме на цій вулиці. Тут також розташовано пам'ятник Симону Петлюрі та пам'ятний знак жертвам Чорнобильської катастрофи.
Вулиця пролягає від вулиці Соборної на північ до вулиці Кавказької. Вулиця, особливо в тій частині, яка ближче до центру, має декілька крутих поворотів. Саме так пролягало колись старе русло річки Устя (можливо, одного з її рукавів), ще до того, як вулиця стала власне вулицею.

Пам'ятник Симону Петлюрі на однойменній вулиці

## Цікаві об'єкти
На вулиці Петлюри розташовані:
- "Народний дім" (буд. 1)
- Будівля Рівненської філії НБУ (буд. 10)
- Будинок вчених, в якому міститься Літературний музей Уласа Самчука (буд. 17)

## Історія
Оскільки вулиця прилягала до центру, то й селилися на ній багаті міщани (переважно євреї), державні службовці. До того ж на вулиці було декілька державних установ. Найбільша з них — Земська повітова управа (будинок не зберігся, розміщувався на розі вулиць Петлюри і Словацького). Сам будинок на початку 20 століття належав багатому єврею Шаю Куліковічеру. Та, оскільки земські повітові органи самоврядування вирішили недоцільним витрачати кошти на будівництво власного будинку, то це приміщення вони наймали. В польські часи в цьому ж будинку розмістилась не менш важлива для Рівного, як повітового центру, установа — староство — державний орган влади в повіті. В 1919 році, коли уряд Директорії перебував у Рівному, в будинку навпроти народної управи знаходилася редакція «безпартійної демократичної» газети «Вільна Україна».
В будинку 17 стоїть споруда державного національного банку. Приміщення для банку будувалось ще на початку 20 століття, і у всі часи використовувалося як державна банківська установа.
Та чи не найвідомішою спорудою на вулиці впродовж перших чотирьох десятиріч XX століття був будинок, який, на жаль, не зберігся. Його пам'ятає кожний старожил — це театр (на поч. XX ст.), а в 20-30-ті роки — кінотеатр Зафрана. Він стояв якраз на місці сучасного приміщення «Народного дому». Всі найбільші міські урочистості проходили саме там, особливо в революційний період — яких тільки з'їздів не відбувалося — і повітові, і армійські. А в 30-ті роки приміщення використовувалось як кінотеатр. Вмів його власник діставати дуже цікаві зарубіжні фільми, які в Рівному ніде більше не демонструвалися. На другому поверсі приміщення розміщувалась ще одна фінансова установа — комунальна ощадна каса. А в 1919 році з кінотеатру створили будинок Червоної Армії, сім'ю Сафранів з їхніх же власних будинків виселили. Під час війни приміщення було знищене влучанням бомби. На цьому місці в повоєнний час було зведено будинок, який височить там і нині — його архітектура яскраво свідчить про епоху, в яку він був збудований.
Вулиця пам'ятає і голоси дитячі — в 20-30- ті роки тут було дві школи — рівенська російська приватна гімназія (будинок не зберігся) та єврейська гімназія «Тарбут» (нині будинок під № 26).
Цікавим архітектурним рішенням вирізняється серед інших будинок нинішнього музею мистецтв (колишня власність єврея Вікторовича) і приміщення дитячої бібліотеки, будинок в свій час належав власнику Кагану в глибині садиби якого стояв ще один будинок — колишнього повітового гласного Шмутковського, а також будинок лікаря Гайзенберга (сучасне управління культури).

## Зображення

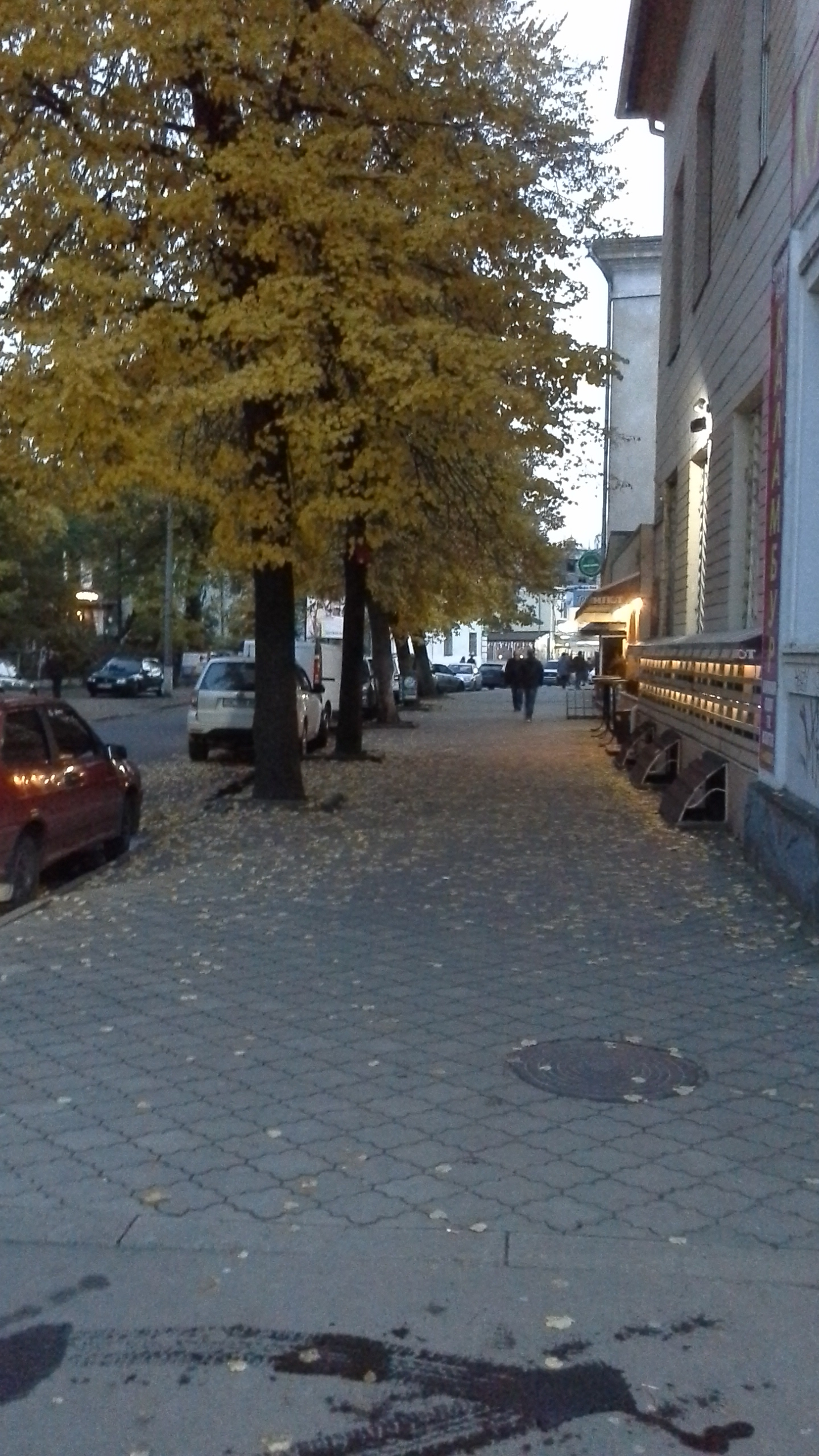
Вулиця Симона Петлюри
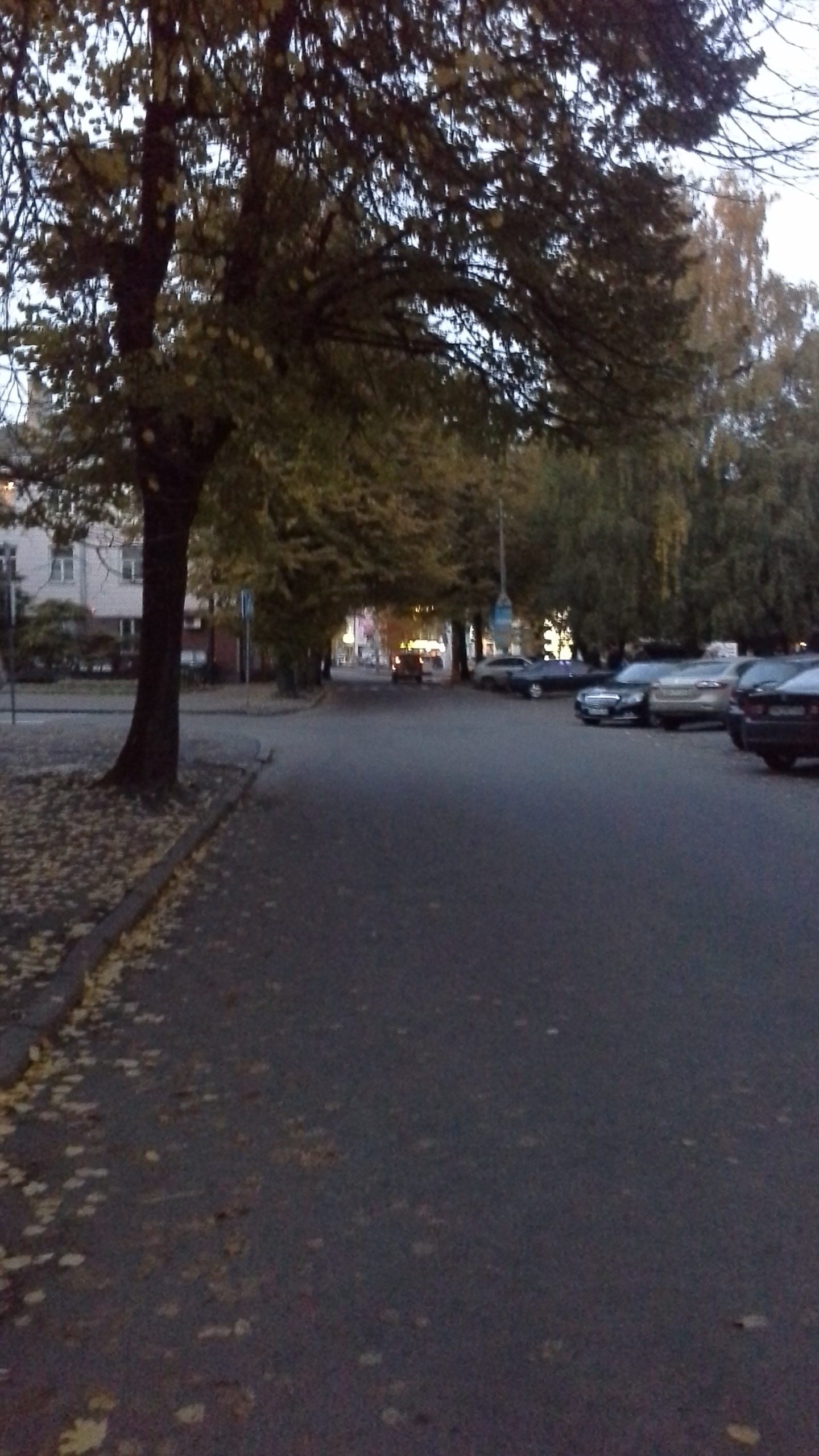
Вулиця Симона Петлюри
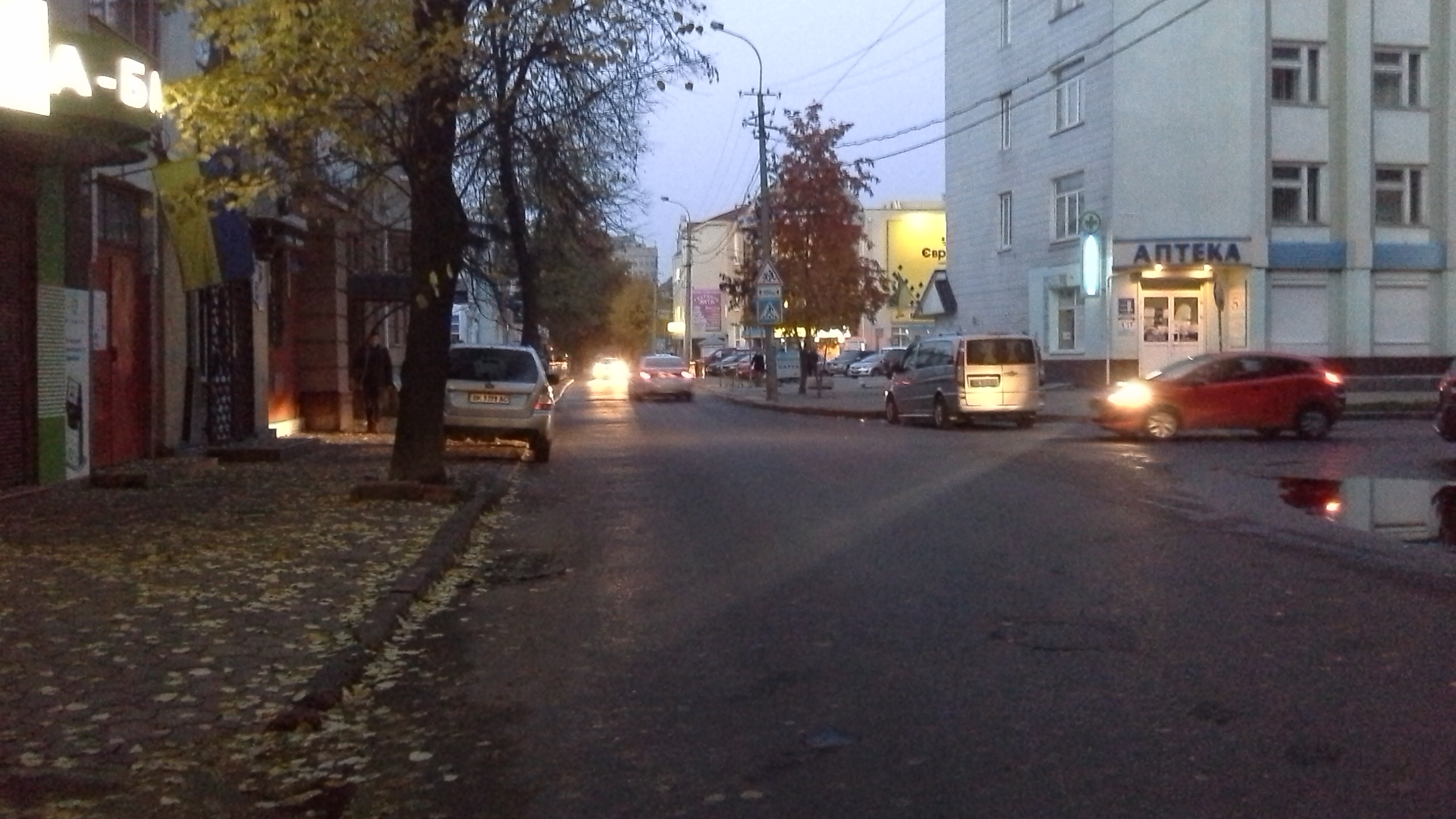
Вулиця Симона Петлюри в місці, де в неї впирається вулиця Словацького
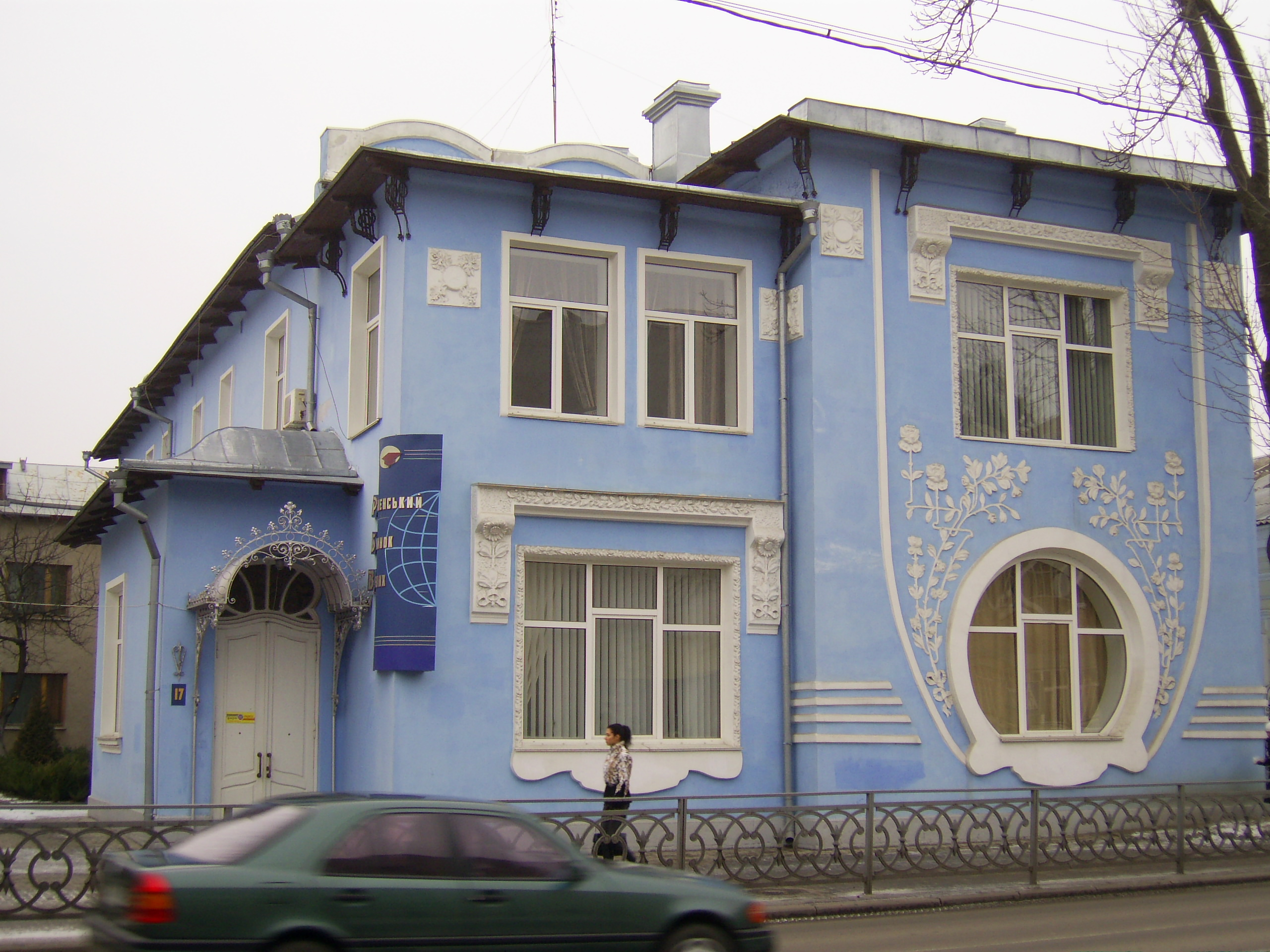
Рівненський будинок вчених (а також Літературний музей Уласа Самчука) в будинку 17
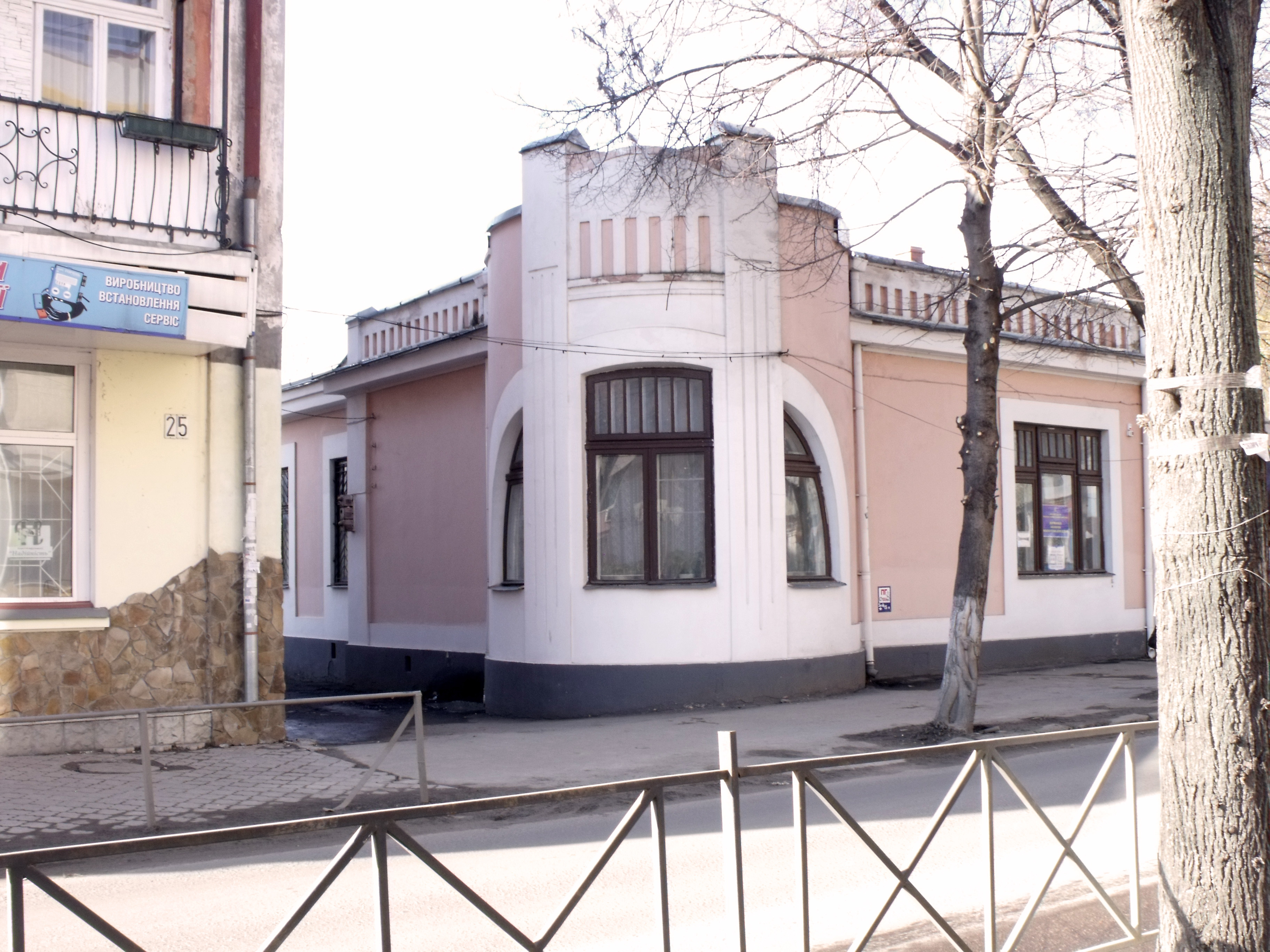
Дитяча бібліотека в будинку 27